# هینود (ماهواره)
هینود (ژاپنی: ひので) Hinode (/ˈhi:noʊdeɪ/؛ ژاپنی: ひので، IPA: [çinode]، طلوع آفتاب)، با نام قبلی Solar-B، یک مأموریت خورشیدی آژانس کاوش‌های هوافضای ژاپن با همکاری ایالات متحده و بریتانیا است. این مأموریت بعدی یوکوه (Solar-A) است و در آخرین پرواز موشک M-V از مرکز فضایی اوچینورا، ژاپن در ۲۲ سپتامبر ۲۰۰۶ در ساعت ۲۱:۳۶ یوتی‌سی (۲۳ سپتامبر، ۰۶:۳۶ وقت استاندارد ژاپن JST) به فضا پرتاب شد. مدار اولیه ارتفاع حضیض ۲۸۰ کیلومتر، ارتفاع اوج ۶۸۶ کیلومتر، شیب ۹۸٫۳ درجه بود. سپس ماهواره به مدار شبه دایره‌ای خورشیدهنگام بر روی پایانه‌گر روز/شب مانور داد، که امکان رصد تقریباً پیوستهٔ خورشید را فراهم می‌کند. در ۲۸ اکتبر ۲۰۰۶، ابزارهای کاوشگر اولین تصویرهای خود را ثبت کردند.
داده‌هایهینود در ایستگاه نروژی زمینی Svalsat که توسط شرکت کونگزبرگ در چند کیلومتری غرب لونگ‌یربین، سوالبار اداره می‌شود، دانلود می‌شود. از آنجا، داده‌ها توسط تله‌نور از طریق یک شبکه فیبر نوری به سرزمین اصلی نروژ در Harstad و به کاربران داده در آمریکای شمالی، اروپا و ژاپن منتقل می‌شود.